# Villa Büsing

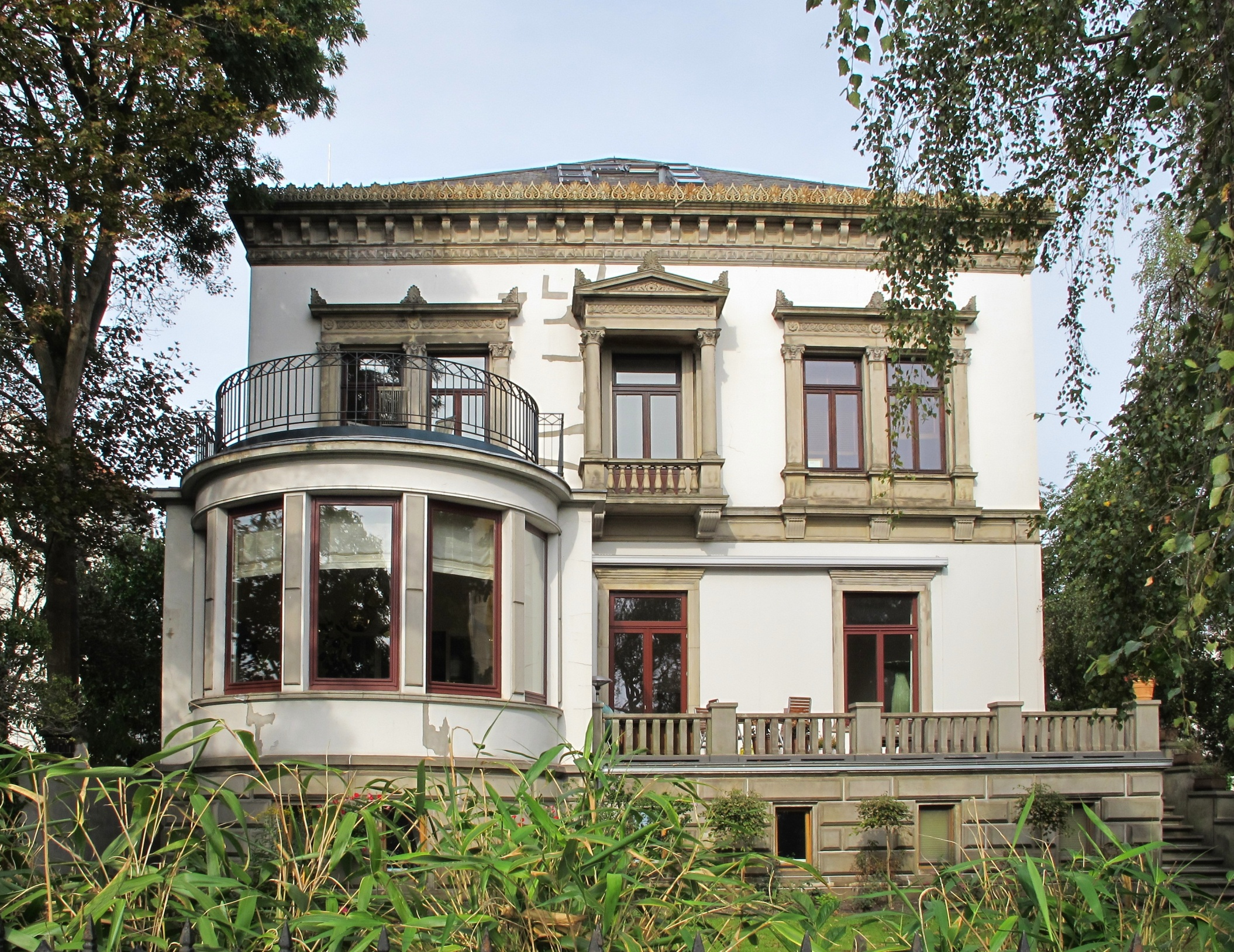
Villa Büsing

Die ehemalige Villa Büsing befindet sich in Bremen - Mitte, Ortsteil Steintor, Mozartstraße 15, Osterdeich 4 bzw. Bleicherstraße 27. Sie entstand 1863 nach Plänen von Heinrich Müller.
Das Gebäude steht seit 1973 unter Bremer Denkmalschutz.

## Geschichte
Noch in den 1830er Jahren mussten die Straßen von den Anliegern unterhalten werden. 1849 fand die Gleichstellung der Vorstadtbürger statt. Nach Bebauungsplänen von 1852 des Baudirektors Alexander Schröder fand hier nun eine rasante Bauentwicklung statt und viele Villen wurden gebaut. 1853 wurde den privaten Investoren auch die Hälfte der Straßenbaukosten erlassen.
In dieser Bauepoche des Historismus wurde 1863 die klassizistische Villa Büsing als zweigeschossiges, verputztes Wohnhaus mit einem halbrunden Vorbau, einem Sockelgeschoss und einem Walmdach vom Baumeister Lüder Rutenberg für den Kaufmann Eduard Büsing (1821–1907) gebaut. Eine schöne Holztür führt in das Haus.